# Aleksandr Griboyédov
Aleksandr Serguéievich Griboiédov o Griboyédov, en ruso Александр Сергеевич Грибоедов (Moscú, 15 de enero de 1795-Teherán, Persia, 11 de febrero de 1829) fue un dramaturgo, músico, diplomático y poeta ruso.  

## Primeros años
Nacido en una familia de la antigua nobleza, fue uno de los hombres más cultos de su tiempo: cursó estudios en las facultades de Letras, Derecho y Matemáticas y sabía francés, alemán, italiano, persa, árabe, turco, latín y griego, además de ser un excelente pianista y componer varias piezas musicales. Siguió la carrera militar, pero la abandonó por la diplomática. Guiado por su carácter impulsivo, de joven llevó una vida social turbulenta y no siempre sensata: se afilió a una logia masónica, participó en sonadas fiestas y bacanales y se batió en varios duelos, en uno de los cuales, sostenido contra un tal Yakubóvich, fue herido en una mano, que le quedó desfigurada para el resto de su vida. 
De 1818 a 1829, con ciertos intervalos, estuvo destinado en la Embajada rusa en Teherán, llegando a ocupar el cargo de ministro plenipotenciario. En uno de esos intervalos, estando en 1825 en Georgia, fue detenido como sospechoso de participar en el complot de los Decembristas. Tras dos meses de arresto fue declarado inocente, restituido y ascendido en su cargo diplomático. En sus frecuentes viajes de Moscú a Teherán, solía detenerse en Tiflis, donde estableció estrechos contactos con los poetas e intelectuales de Georgia como Vajtang Orbeliani, Nikoloz Baratashvili y Aleksandr Chavchavadze, con cuya hija de dieciséis años Nino Chavchavadze (o Ninó, en georgiano) contrajo matrimonio. 

## Muerte
Por entonces la conclusión del Tratado de Turkmenchay que reafirmaba el poderío ruso en Oriente fue motivo de descontento popular en Persia, pero el verdadero detonante fue el hecho de dar refugio en la embajada a un eunuco y dos muchachas armenias huidos del harén real. Griboyédov fue instado por el sah a entregar a los fugitivos, pero se opuso sabiendo el cruel destino que les esperaba. El incidente provocó alborotos en la ciudad e incitados por los mulás, una gran turba rodeó el edificio de la embajada rusa. El erudito musulmán conocido como Mirzá Masih Mojtahed, promovió una fatwa instando a arrancar a las mujeres de las garras de los infieles. Su decisión degeneró en inusitada furia entre la multitud, que sitió la legación rusa con brutal violencia. El 30 de enero de 1829, la Embajada rusa en Teherán fue atacada y saqueada por las turbas enfurecidas, aunque el pequeño destacamento cosaco destinado a su protección consiguió mantenerlas a raya al principio, finalmente todos los miembros de la misión diplomática rusa fueron linchados, con la única excepción del secretario Maltsov, que logró huir. Griboiédov, que luchó a espada, y el eunuco armenio fueron los primeros en caer muertos a tiros. El destino de las dos mujeres armenias se desconoce. El cuerpo sin vida de Griboiédov fue arrojado por una ventana y decapitado por un vendedor de kebabs que exhibió la cabeza en su puesto, mientras el cuerpo uniformado fue arrastrado por la turba durante tres días por las calles y bazares de Teherán antes de dejarlo abandonado en un basurero, tan mutilado que solo pudo ser identificado por su mano desfigurada. Tenía solo 34 años y hacía apenas unos meses que se había casado. Para conciliar al zar, el sah de Persia le envió en señal de paz un fabuloso diamante de 88,70 quilates, llamado "El Sha", que se guarda en el Fondo de Diamantes de la Armería del Kremlin de Moscú.

## Obras
La obra más brillante de Grioboiédov, una de las obras clásicas de la literatura rusa, es La desgracia de ser inteligente (o El mal de la razón), que nunca se publicó en su totalidad en vida del autor por motivos de censura, pero fue impresa en la tipografía de un regimiento y se difundió por todo el país. Se puso en escena por primera vez en 1831. La comedia, escrita en verso brillante y fluido, es una atrevida sátira contra la alta sociedad moscovita, donde reinan la falsedad, la hipocresía y el favoritismo. El protagonista, el joven Chatski, formado en el extranjero, regresa a Moscú lleno de ideas liberales y renovadoras que chocan contra un muro de incomprensión y el rechazo de todos los que le rodean, incluida su prometida. Los personajes encubrían personas reales y, bajo el nombre de Fámusov, estaba un tío del propio autor; el personaje de Sofía correspondía a la hija del anterior y prima por tanto del poeta. El cancerbero Skalozub era una caricatura del ministro del Interior Alekséi Arakchéyev y, finalmente, el protagonista principal, Chatski, era, en parte, el propio autor. La comedia, escrita en 1823, aún está sujeta a las tres unidades del Neoclasicismo pero presagia ya, en ese enfrentamiento solitario de su protagonista con la sociedad de su tiempo, un Romanticismo en ciernes. Muchas estrofas de la comedia han llegado a nuestros días como dichos y refranes.
Griboiédov es también autor de otras obras de menor relieve, como Los jóvenes esposos, de 1815; La infidelidad fingida, Prueba de intermedio, de 1818; el vodevil Quién es el hermano y quién la hermana o Un engaño tras otro, de 1823, escrito en coautoría con Piotr Viázemski y con música de Alekséi Verstovski. También se le deben algunas poesías sueltas.
En la historia de la literatura rusa se lo recuerda como brillante comediógrafo, uno de los artífices del teatro nacional ruso. Su tumba, coronada por un hermoso monumento funerario, se encuentra en el Panteón de Mtatsminda, a las afueras de Tiflis. Yuri Tiniánov dedicó la novela La muerte de Vazir-Mujtar a los últimos años del escritor.

## Adaptaciones cinematográficas
- La película basada en su obra